# Вибори до Луганської обласної ради 2006
Вибори до Луганської обласної ради 2006 — вибори до Луганської обласної ради, що відбулися 26 березня 2006 року. Це були перші вибори до Луганської обласної ради, що проводилися за пропорційною виборчою системою. Для того, щоб провести своїх представників до Луганської обласної ради, партія чи блок мусила набрати не менше 3% голосів виборців.

## Результати виборів
За результатами виборів, абсолютну більшість мандатів отримала Партія Регіонів. 
| Розподіл голосів  | Розподіл голосів  | Розподіл голосів | Розподіл голосів | Розподіл голосів |
| ----------------- | ----------------- | ---------------- | ---------------- | ---------------- |
|                   |                   |                  |                  |                  |
| ПР (100)          | ПР (100)          |                  | 69.85%           | 69.85%           |
| Блок Вітренко (8) | Блок Вітренко (8) |                  | 5.69%            | 5.69%            |
| КПУ (7)           | КПУ (7)           |                  | 4.83%            | 4.83%            |
| БЮТ (5)           | БЮТ (5)           |                  | 3.32%            | 3.32%            |

Загальна кількість депутатів у обласній раді — сто двадцять.
Примітка: На діаграмі зазначені лише ті політичні сили,  які подолали  3 % бар'єр
 і провели своїх представників до Луганської обласної ради.
 В дужках — кількість отриманих партією чи бльоком мандатів

## Зовнішні посилання
- До обласної ТВК не надійшло жодної скарги щодо проведення виборів-2006[недоступне посилання з червня 2019]